# Mizocitosis

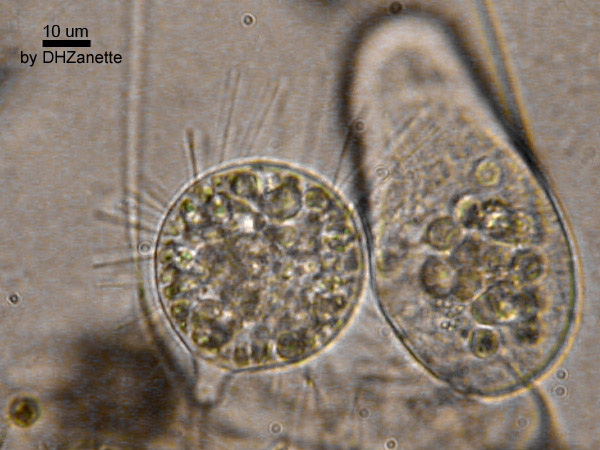
Suctoria (Subclase en el clado Phyllopharyngea), imagen representativa de los organismos con este tipo de alimentación.

Mizocitosis (del griego myzein (μυζεῖν), que significa "chupar", y de kytos (κύτος), "contenedor", haciendo referencia a "célula") es un método de alimentación encontrado en algunos organismos heterotróficos. 
También llamado "vampirismo celular", ya que la célula predadora perfora la pared celular y/o la membrana celular de la célula predada con un tubo de alimentación, succionando el contenido celular y digiriéndolo.
Un ejemplo clásico de mizocitosis es del famoso ciliado predador, Didinium, frecuentemente observado devorando al inerme Paramecium. Los ciliados "Suctoria" se alimentan exclusivamente por mizocitosis.